# オリックス生命保険
オリックス生命保険株式会社（オリックスせいめいほけん、英語名：ORIX Life Insurance Corporation）は、東京都千代田区に本社を置く、オリックス傘下の生命保険会社。

## 概要
1991年4月、オリックスと米国ミューチュアル・オブ・オマハの子会社であるユナイテッドオブオマハ生命保険会社の合弁会社として設立され、1992年11月にオリックスグループ全額出資となった。
営業職員による販売は行わず、保険代理店チャネルによる販売と、ダイレクト（通信販売）チャネルによる直接販売を行っている。「保障ニーズにしっかりと応え、合理的で保険料が適正であり、シンプルでわかりやすい保険商品を提供する」との方針。

## 沿革
- 1991年 4月 - オリックス・オマハ生命保険株式会社設立。
- 1991年 6月 - 営業開始。
- 1992年11月 - オリックスグループが全額出資会社となる。
- 1993年 2月 -  オリックス生命保険株式会社に社名変更。
- 1994年 8月 - 保有契約高（個人保険）1兆円を突破。
- 1997年 9月 - 通信販売専用商品『オリックスダイレクト保険』発売。
- 1999年 1月 - 『オリックスダイレクト保険』インターネットでの保険契約申込予約と第1回保険料決済を開始。
- 1998年 9月 - 保有契約高(個人保険)2兆円を突破。
- 2001年 3月 - 保有契約高（個人保険）3兆円を突破。
- 2005年10月 - 定期保険「Fine Save（ファインセーブ）」発売。
- 2006年 5月 -「医療保険CURE（キュア）」発売。
- 2008年 5月 - 女性専用「医療保険CURE Lady（キュア・レディ）」発売。
- 2010年 3月 -「がん保険Believe（ビリーブ）」発売。
- 2010年 7月 -「収入保障保険Keep（キープ）」発売。
- 2010年10月 - 引受基準緩和型「医療保険CURE Support（キュア・サポート）」発売。
- 2011年 5月 - オリックス生命ダイレクト公式サイトにて、インターネットによる保険申込みサービスを開始。
- 2011年 5月 - 「インターネット申込専用定期保険Bridge（ブリッジ）」発売。
- 2012年 7月 - 本社を新宿区西新宿から港区赤坂（赤坂スターゲートプラザ）へ移転[1]。
- 2012年10月 - 保有契約高(個人保険)5兆円を突破。
- 2013年12月 - 個人保険の保有契約件数200万件突破。
- 2015年 7月 - オリックスが買収し子会社化した米国ハートフォードの日本法人であったハートフォード生命保険を合併[2][3]。
- 2016年 10月 - 大規模災害発生時等における事業継続体制を強化するため、本社機能の一部を長崎県長崎市（長崎ビジネスセンター）へ移転。
- 2021年9月 - 本社を港区赤坂から千代田区大手町（大手町プレイスイーストタワー（7～8階））へ移転[4]。

## 主な保険商品

### 医療保険
- 医療保険 キュア・ネクスト
- 医療保険 キュア・レディ・ネクスト
- 引受基準緩和型医療保険 キュア・サポート・プラス

### がん保険
- がん保険 ビリーブ

### 死亡保険
- 定期保険 ファインセーブ

- ネット専用定期保険 ブリッジ
- 終身保険 ライズ
- 収入保障保険 キープ

## 提供番組
- 日本テレビ系列
  - 情報ライブ ミヤネ屋 （読売テレビ制作）（14時台後半、火曜・木曜・金曜）60秒
- テレビ朝日系列
  - 大下容子ワイド!スクランブル（12時台前半、月曜、火曜、金曜日）60秒
  - 徹子の部屋（前半ナショナルスポンサー、金曜日）60秒
  - DAIGOも台所〜きょうの献立何にする?〜（朝日放送テレビ制作）（隔日）60秒
- TBS系列
  - ひるおび（13時台、水曜、金曜日）60秒
- フジテレビ系列
  - めざまし8（火曜日）60秒
  - ぽかぽか（13時台、木曜、金曜日）60秒 ※『直撃LIVE グッディ!』、『バイキングMORE』『ポップUP!』から引き継ぎ

### 過去の提供番組
- 土曜はナニする!?（関西テレビ制作）[注 1]

## 受賞
- 2021年 - PM Award（特別賞「パーソル総合研究所well-being賞」）：CallViewプロジェクト[5]